# Tuckingmill
Tuckingmill – wieś w Anglii, w Kornwalii. Leży 23 km na północny wschód od miasta Penzance i 389 km na zachód od Londynu.